# Manuel Francisco Pavón Aycinena
Manuel Francisco Pavón Aycinena (Nueva Guatemala de la Asunción, 30 de enero de 1798 - ibídem, 19 de abril de 1855) fue un influyente político conservador guatemalteco durante el régimen del general Rafael Carrera.  Miembro y líder del Clan Aycinena y Ministro de Carrera en todos los despachos de gobierno, estuvo a cargo de estructurar el ejecutivo guatemalteco.  Como líder del Clan Aycinena, los historiadores liberales como Lorenzo Montúfar y Rivera y Ramón Rosa lo culparon de todos los desaciertos que ocurrieron durante el gobierno de Carrera; sin embargo, investigaciones realizadas entre 1980 y 2010 han mostrado una biografía más objetiva tanto de Pavón Aycinena como de Rafael Carrera.

## Biografía
Nació en la Ciudad de Guatemala y era hijo de Manuel José Pavón y Muñoz y Micaela Aycinena y Nájera, y nieto del marqués Juan Fermín de Aycinena e Irigoyen. Manuel José Pavón era miembro prominente del Clan Aycinena, que pertenecía a la nobleza española en América, y era muy influyente tanto en los asuntos de su familia como en los asuntos de gobierno; era un consejero de gobierno para los Capitanes Generales.  El padre de Pavón y Aycinena tenía grandes negocios con su Casa Pavón, o casa de los Pavones, con la que llegó a manejar un caudal de un millón trescientos mil pesos entre 1814 y 1816, suficiente para que el rey le concediera el título de Conde Casa Pavón.  No obstante, Pavón y Muñoz tuvo que renunciar al título porque la renta no era suficiente para dotar de una buena fortuna a sus diez hijos.
Opuesto a las ideas independentistas, porque estaban en conflicto con sus intereses familiares, Pavón y Muñoz no participó e asuntos públicos después de 1809, esperando un mejor momento para asegurar sus intereses luego de que la situación se hubiese calmado.  Entre tanto, se preocupó por darle a su hijo una educación esmerada, y así Pavón y Aycinena estudió la primaria en una de las escuelas nuevas fundada por el arzobispo Cayetano Francos y Monroy y luego estudió gramática latina en el Colegio y Seminario Tridentino de Nuestra Señora de la Asunción para finalmente graduarse de filosofía y cánones en la Real y Pontificia Universidad de San Carlos de Borromeo en 1819.
Pavón y Aycinena perfeccionó sus conocimientos judiciales trabajando en la Real Audiencia en donde llegó incluso a ocupar puestos de gran importancia -incluso aquellos destinados únicamente para los españoles peninsulares- como la Junta de gobierno de la Hermandad de la Caridad.  Pavón tuvo contacto con los futuros liberales y conservadores y era conocedor de las nuevas corrientes liberales que circulaban por América, pero no las defendía ni practicaba por ser opuestas a sus intereses particulares.
En su tiempo, se le describió como «un hombre de mediana estatura y de fisonomía inteligente y animada que denotaba un espíritu activo y un ánimo resuelto».
En la universidad fue estudiantes de su primo, el marqués y presbítero Juan José de Aycinena y Piñol —quien fue maestro de cánones en ese institución por muchos años— y del doctor Mariano Gálvez.  Pavón y Aycinena no fue un alumno sobresaliente y cuando se recibió de abogado en 1819, realizó una pasantía en el bufete del abogado Talavera, quien era agente fiscal de la Real Audiencia.

### Inicio de su carrera política

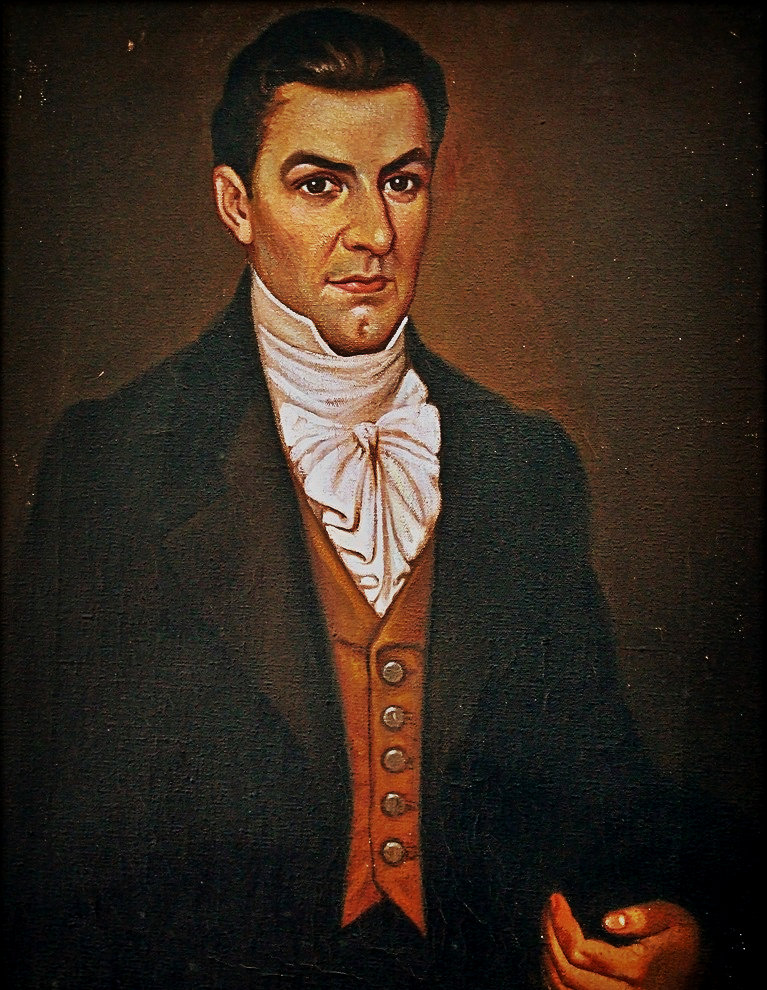
Manuel José Arce y Fagoaga, a quien Pavón y Aycinena apoyó para que fuera presidente de la República Federal de Centro América cuando fue presidente del Primer Congreso Federal en diciembre de 1825.

En 1818 comenzó su carrera pública sirviendo la secretaría de la Junta de Gobierno de la Hermandad de Caridad, cargo que obtuvo gracias a la amistad que tenían con su padre con los españoles José Isasi y José Urruela, principales directivos de dicha Junta. Posteriormente, su familia trató de que obtuviera el cargo de Regidor del Ayuntamiento, pero no lo consiguió, siendo el elegido el licenciado José María Barrutia; de acuerdo al propio Pavón y Aycinena, no fue elegido porque los miembros del Concejo de la ciudad tenían un «concepto muy ligero de su persona».
En 1825 fue elegido como diputado al Primer Congreso Federal por el partido de Soconusco, y en esa entidad centroamericana ascendió rápidamente al punto que en noviembre del mismo año fue elegido como vicepresidente y en diciembre como presidente del Congreso.  Tras morir su padre en 1826, Pavón y Aycinena se hizo cargo de su familia de diez hermanos, de la fortuna familiar y de la Casa Pavón.  Ya en ese momento se libraran las luchas encarnizadas entre los criollos liberales y los conservadores, y Pavón fue uno de los líderes definitivos de estos últimos.
El Congreso Federal que presidía tuvo que escoger al presidente de la República Federal de Centro América entre Manuel José Arce y Fagoaga y José Cecilio del Valle. Al final, resultó elegido Arce y Fagoaga —el candidato por el que trabajó Pavón y Aycinena—, tras muchas concesiones y negociaciones entre diputados y candidatos.
A principios de 1827, su primo Mariano de Aycinena y Piñol fue elegido como jefe del Estado de Guatemala y Pavón y Aycinena fue elegido diputado estatal en septiembre. Cuando Aycinena se hizo cargo del estado guatemalteco, la ciudad de Guatemala estaba en peligro de ser tomada por los mercenarios franceses Isidoro Saget y Nicolás Raoul, que servían a los liberales centroamericanos.  Guatemala no tenía ejército, pero el jefe de Estado logró reclutar a doscientos voluntarios y así repeler el sitio; tras esa victoria, Arce y Fagoaga emprendió una ofensiva contra El Salvador, llegando a sitiar la capital salvadoreña en marzo de 1828 con un ejércitos al mandos del general Manuel de Arzú y del coronel Montufar, quienes no pudieron avanzar y se quedaron en el poblado de Mejicanos en las afueras de San Salvador.  Como el sitio se prolongaba, hubo quejas en Guatemala sobre la situación y el gobierno nombró a Pavón y Aycinena como comisionado del gobierno para negociara la paz con José Matías Delgado, comisionado salvadoreño, en la casa de un ciudadano de apellido Esquibel; Pavón y Aycinena llegó a Mejicanos en mayo e inició las pláticas en junio de 1828.  Las pláticas de paz no fructificaron, y he aquí la nota que dirigiera Pavón y Aycinena a los jefes del ejército guatemalteco al momento de retornar a Guatemala:
| «El gobierno de San Salvador procediendo como acostumbra, no ha ratificado el tratado de paz firmado en la casa de Esquibel el día 12, de que tuve el honor de acompañar a Ud. copia: se han pasado dos días más del término prefijado para que se ratificase, y hasta después de varias contestaciones que me han dado a conocer la mala fe y ninguna franqueza con que obra, he podido obtener de él una contestación decisiva. En consecuencia de mis comunicaciones al mismo gobierno, las hostilidades por esta y aquella parte deben entenderse rotas desde las 6 horas de esta tarde, sin que yo tenga más que hacer en este negocio, de que voy a dar cuenta al supremo gobierno». —Pavón y Aycinena, 22 de junio de 1828 |

Mientras tanto en Honduras, Francisco Morazán aceptó el desafío propuesto por los salvadoreños; le entregó el mando a Diego Vigil como nuevo jefe de Estado de Honduras y se fue a Texiguat, donde se preparó y organizó sus tropas con miras a la campaña militar salvadoreña. Ya con el apoyo de Francisco Morazán que llegaba desde Honduras, el gobierno salvadoreño dirigido por Doroteo Vasconcelos y Mariano Prado logró no solo resistir el asedio guatemalteco, sino que al final contraatacó a las tropas invasoras obligándolas a capitular el 18 de septiembre de 1828.
El 23 de octubre de 1828 el general Morazán hizo su entrada triunfal en la plaza de San Salvador y unos días más tarde, marchó en Ahuachapán, para organizar el ejército con miras a retirar a los conservadores aristócratas y eclesiásticos del poder en el territorio guatemalteco e implantar un orden constitucional afín a la Federación Centroamericana que los liberales ambicionaban. En Guatemala empezaron los preparativos para la defensa; las fuerzas liberales ocuparon el territorio del Estado en enero de 1829 y después de varias batallas, llegó a las afueras de la capital a fines de marzo de 1829.  Por intermedio del general Verveer, embajador de los Países Bajos para Centroamérica, se logró que se celebrara una conferencia de paz en la hacienda de Ballestera, con Morazán, el Sr. Verveer, y Manuel Francisco Pavón Aycinena, en representación de la asamblea del Estado;  pero no se llegó a ningún acuerdo porque aunque Pavón y Aycinena ofreció que se iban a retirar todos los miembros del gobierno estatal y federal, Morazán —que estaba dispuesto a acabar con el régimen aristocrático y eclesiástico de Guatemala— exigió que además se pusieran a su disposición incondicionalmente.
Se desencadenó entonces el combate final, que duró tres días al cabo de los cuales, el 12 de abril se firmó la capitulación en la casa 
de Andrade, esquina de la plazuela de San Francisco, con el general Morazán por una 
parte, y el general Arzú y Manuel Francisco Pavón y Aycineda, por la otra.  Esta rendición se hizo a pesar de que el jefe de Estado, Mariano de Aycinena se proponía defender la ciudad y que los oficiales guatemaltecos no estaban dispuestos a rendirse.
Morazán ocupó formalmente la ciudad de Guatemala el 13 de abril de 1829 y el 19 del mismo mes citó al Palacio de Gobierno a todos los que fueron miembros del gobierno federal y del estatal —todos ellos miembros del Clan Aycinena y entre los que estaba Pavón y Aycinena— y ya cuando había más de cien personas reunidas en un salón, ingresaron las tropas liberales y los hicieron prisioneros; luego los llevaron en dos filas hasta el edificio de la Universidad de San Carlos Borromeo en donde estuvieron temporalmente hasta que finalmente fueron conducidos al Convento de Belén. Morazán declaró nula la capitulación que había firmado con Pavón y Arzú y ordenó confiscar todos los bienes de los capturados; finalmente sesenta y un miembros del Clan Aycinena fueron enviados a Sonsonate, en donde se embarcaron el 29 de agosto de 1829 hacia Panamá, en la goleta «General Hidalgo».

### Exilio de Centroamérica
Aycinena y Pavón solicitó la gracia de no ser enviado a Panamá sino que se le permitiera embarcarse de Izabal hacia el enclave comercial inglés de Belice y de allí a los Estados Unidos; lo que obtuvo gracias a la intervención de su antiguo profesor, el doctor Mariano Gálvez. Así que de Sonsonate se fue para Izabal pasando por Metapán y Chiquimula y se dirigió a Nueva Orleáns y de allí a Nueva York, en donde se estableció y permaneció hasta septiembre de 1834; en 1836 viajó a Francia en donde conoció a la familia del extinto emperador mexicano Agustín de Iturbide, y a otras familias criollas de México y América del Sur, con las que estableció relaciones que posteriormente le servirían cuando llegó al gobierno en Guatemala; en 1837 retornó a Nueva York y visitó La Habana, Cuba, completando así su educación informal en política internacional.

### Retorno a Guatemala
Regresó del exilio en febrero de 1837, cuando el gobierno permitió que se emitieran pasaportes para los exiliados y encontró que casi todas sus propiedades y negocios habían sido confiscados por las autoridades liberales de los gobiernos de Morazán y de Gálvez.  En junio de 1837 se inició la revuelta campesina contra las reformas liberales, principalmente todas aquellas que afectaban la tradición católica —como las leyes el matrimonio civil y el divorcio copiadas del Código de Livingston—, y el gobierno de Gálvez se vio debilitado cuando sus colaboradores y consejeros le dieron la espalda cuando este implementó una política de tierra arrasada para contrarrestar la revuelta campesina. Gálvez le solicitó a Pavón que fuera a la ciudad de Antigua Guatemala a tratar de mediar con los líderes de la revuelta, pero no se consiguió lograr su objetivo, pues ya los ánimos estaban demasiado alterados.
En febrero de 1838, las fuerzas de Rafael Carrera, líder de la revuelta campesina, tomaron la Ciudad de Guatemala, pero cuando retornaron a Mataquescuintla en marzo se inició situación de anarquía tal, que los criollos guatemaltecos —tanto liberales como conservadores, incluyendo a Pavón y los recién retornados miembros del Clan Aycinena— solicitaron al general Francisco Morazán que fuera a Guatemala a pacificar el Estado, y ofrecieron conferirle poderes dictatoriales y proporcionarle dinero para el efecto. De esta forma, Morazán entró a Guatemala acompañado de José Francisco Barrundia y Cepeda —quien era uno de los consejeros de Gálvez que había huido de Guatemala cuando Carrera tomó la ciudad— y obligó a Carrera a refugiarse en las serranías de Mita, mientras reprimía fuertemente el oriente guatemalteco para terminar con la revuelta campesina.  Morazán entonces le encomendó a Pavón y Aycinena la jefatura política de Antigua Guatemala.
Los criollos de ambos partidos celebraron hasta el amanecer el hecho de que tuvieran al fin a un caudillo como Morazán, capaz de derrotar a la rebelión del campo.  Morazán utilizó los recursos que le proporcionaron los criollos guatemaltecos para apoyar a Los Altos y luego sustituyó al gobernador Valenzuela por Mariano Rivera Paz, allegado al Clan Aycinena, aunque no le retornó al clan los bienes confiscados en 1829; en venganza, Juan José de Aycinena y Piñol votó a favor de la disolución de la Federación Centroamericana en San Salvador un poco más tarde, obligando con ello a Morazán a regresar a El Salvador para luchar por su moribundo mandato federal. En el camino, Morazán incrementó la represión en el oriente guatemalteco, como escarmiento por haber ayudado a Carrera, a quien consideraba vencido.
Tras recuperar fuerzas, en septiembre de ese año Carrera intentó un asalto a la capital de Guatemala, pero el general liberal Carlos Salazar Castro lo derrotó en los campos de Villa Nueva, y Carrera tuvo que replegarse nuevamente al oriente del Estado. Tras varios intentos infructuosos de tomar la Antigua Guatemala, la Ciudad de Guatemala y Quetzaltenango, Carrera fue cercado y herido y tuvo que capitular ante el general mexicano Agustín Guzmán, comandante en jefe del ejército liberal del Estado de Los Altos —a quien Manuel Francisco Pavón fue a pedir ayuda tras el ataque de los campesinos a Antigua Guatemala, y aconsejó sobre como debía tratar con Carrera. Los tres firmaron el «convenio del Rinconcito» por el cual Morazán no pudo fusilar a Carrera, pues necesitaba del apoyo del campesinado guatemalteco para poder contrarrestar los ataques de Francisco Ferrera en El Salvador; en lugar de eso, se vio obligado a nombrarlo como jefe militar de Mita, pero sin armas; cuando estaba en Mita, Ferrera lo invitó para reunirse, a lo que accedió; sabiendo que Morazán iba a atacar El Salvador, decidieron que Carrera iba a atacar la Ciudad de Guatemala y para ello Ferrera le dio mil armas y municiones.

### Golpe de Estado de 1839
Entre tanto, a pesar de las recomendaciones de su allegados de aplastar definitivamente las fuerzas de Carrera, Salazar intentó negociar con éste por la vía diplomática. Incluso, para demostrar a Carrera que ni se le temía ni se le desconfiaba, retiró las fortificaciones que había en la capital guatemalteca desde la batalla de Villa Nueva. Aprovechando la buena fe de Salazar y las armas de Ferrera, el 13 de abril de 1839 Carrera tomó por sorpresa la plaza de Guatemala; Salazar Castro, Barrundia y Mariano Gálvez huyeron antes de la llegada de Carrera; Salazar, en camisa de dormir, saltó por los tejados de las casas vecinas y buscó refugio. Después, como pudo, ganó la frontera disfrazado de campesino y huyó de Guatemala.  Ya sin Salazar, Carrera restituyó a Mariano Rivera y Paz, como gobernador de Guatemala; Rivera Paz a su vez lo nombró general en jefe del Ejército aunque en realidad era Carrera quien tenía el mando absoluto en Guatemala y se constituyó en un fuerte aliado de Ferrera.
Enterado de esto, Pavón y Aycinena, quien se encontraba en Ciudad Vieja durante el golpe de Estado del 13 de abril, fue a la Ciudad de Guatemala y desde ese momento empezó a colaborar con Carrera, a fin de que el clan Aycinena fuera recuperando poco a poco su influencia en los asuntos del Estado de Guatemala.  El 9 de mayo Pavón y Aycinena empezó a publicar un periódico llamado Tiempo, que se convirtió en el portavoz del gobierno conservador y se dedicaba a desmentir los ataques de los periódicos liberales que eran publicados en El Salvador y en el Estado de Los Altos;  luego, el 29 de mayo de 1839 formó parte de la Asamblea Constituyente que se había convocado en 1838 y que había sido disuelta por Morazán, y llegó a ser uno de los cuatro secretarios de la misma.

### Crítica de José Milla y Vidaurre
En 1844 José Milla y Vidaurre -entonces miembro del partido liberal- le escribió este himno crítico y mordaz al teniente general Rafael Carrera, himno que los liberales se memorizaron de tanto repetir, a pesar de su escasa calidad poética, y en el que se menciona a Pavón Aycinena:
| Hijo de la miseria y de la nada Tiranuelo opresor de un pueblo inerme Zorra cobarde que acomete osada a un gallinero que tranquilo duerme. General, director, héroe, caudillo; Arcángel, qué sé yo cómo te llaman. Entre bordados mal envuelto pillo Ya los pueblos, de ti venganza claman. Por entre esa comparsa de malvados, Digna guardia de honor de tu persona, Ellos van a pasar desesperados A romper en tu frente tu corona. En pos del enemigo corres tarde, Teniente general, pues ha sonado Al fin tu hora falta, tiembla cobarde, Dentro de tus harapos de soldado. | Execrada y maldita tu memoria, Execrado será cuanto tú hiciste, Y si ha de hablar de ti, dirá la historia, Que tú ni aun ser déspota supiste. Lobos, País, Carrera, veteranos Del crimen, y en el terror de las banderas, Farsa vil y burlesca de tiranos, Parodis de Cartuch son charreteras. Aycinena, Pavón fuera señores, Fuera con vuestro rancio servilismo, ¿Soñásteis ser tal vez conservadores, O darnos una burla del torismo? Honorable Marqués, no más Bretaña, No más statuquo ni tiranía: Vaya que su excelencia... no se engaña, Sin el statuquo, por Dios, ¿qué haría? [...] |

### Exilio de Rafael Carrera en 1848
En 1848, la situación de Guatemala era caótica y los liberales lograron que Rafael Carraera dejara el gobierno de la República de Guatemala, la cual se había constituido el 21 de marzo de 1847..  El 26 de agosto de 1848, durante la breve ausencia de Carrera del poder central, los capitulares quetzaltecos, con el apoyo del Presidente de El Salvador, Doroteo Vasconcelos, y de la facción anticarrerista de Vicente y Serapio Cruz, proclamaron, una vez más, su segregación de Guatemala con Agustín Guzmán como presidente interino y, el 5 de septiembre, eligieron un gobierno interino dirigido por Fernando Antonio Martínez. La existencia del Sexto Estado todavía se prolongó hasta el 8 de mayo de 1849, cuando el general Guzmán fue a entrevistarse con representantes del presidente Paredes a la Antigua Guatemala, momento que fue aprovechado por Rafael Carrera para tomar Quetzaltenango y quedarse en la plaza; para entonces, Carrera ya contaba con el apoyo militar del Corregidor de Suchitepéquez, José Víctor Zavala. Al enterarse de esto, y de que Carrera tenía amplio apoyo de las etnias k'iche', q'anjobal, mam, y jacalton cuyo fuerza era terrible, Luis Batres Juarros aconsejó al presidente Mariano Paredes que negociara con Carrera, porque de esa forma sólo tendría el frente oriental con los rebeldes Agustín Reyes -que ha habían asesinado al expresidente Mariano Rivera Paz y Vicente Cruz, hermano de Serapio Cruz cuando habían intentado tomar posesión como corregidor de Jalapa- aduciendo que Carrera le convenía más a los conservadores por la facilidad con la que había tomado la plaza de Quetzaltenango y controlado a la población indígena. Juarros, indudablemente, temía que de no pactar con Carrera, se desencadenaría una situación similar a la que se estaba dando en Yucatán con la Guerra de Castas.

### Segundo gobierno de Carrera
Tras el retorno del general Carrera en agosto de 1849, Pavón Aycinena empezó a padecer de problemas estomacales y decidió emprender un viaje para reponerse; así pues, en compañía del señor Chatfield —embajador del Reino Unido en Guatemala y su amigo personal— se embarcaron en el puerto de Iztapa hacia Costa Rica en el vapor de guerra «Gordon», que la Corona británica puso a disposición de Chatfield para que éste ejerciera presión contra las gobiernos de El Salvador y Honduras en sus puertos del Océano Pacífico.  De hecho, Pavón se vio involucrado en el asunto del bloqueo del Puerto La Unión por ir en el barco con Chatfield, por el hecho de ser pasajero en el «Gordon»; pero el embargo del puerto se solucionó cuando Pavón consiguió que se hiciera un convenio entre Chatfield y Juan Antonio Alvarado, representante del gobierno salvadoreño.
En camino a Costa Rica pasaron por Greytown, Chagres y Panamá, y en su estadía en San José, conoció al general Juan José Flores, expresidente de Ecuador, que se encontraba exiliado en Costa Rica y con quien estableció una cordial relación.  El gobierno guatemalteco lo nombró embajador de Guatemala en ese país, para aprovechar su estadía en esa nación y por esta razón se relacionó con representantes de la sociedad costarricense y logró mantener el tratado de cooperación y amistad que existía con Guatemala.
Pavón Aycinena pasó a Cartagena, en donde visitó al general y expresidente mexicano Antonio López de Santa Anna que estaba exiliado en Colombia y con quien conversó sobre la situación de ese país en representación de Carrera.
Tras el ascenso definitivo de Carrera al poder, Pavón Aycinena tuvo numerosos cargos públicos: fue secretario de la Asamblea Legislativa, diplomático, editor en jefe de la Gaceta Oficial del gobierno y sirvió como Ministro en todas las dependencias del ejecutivo.  Se considera que fue él quien estructuró el Ejecutivo guatemalteco.

### Construcción del Teatro Carrera

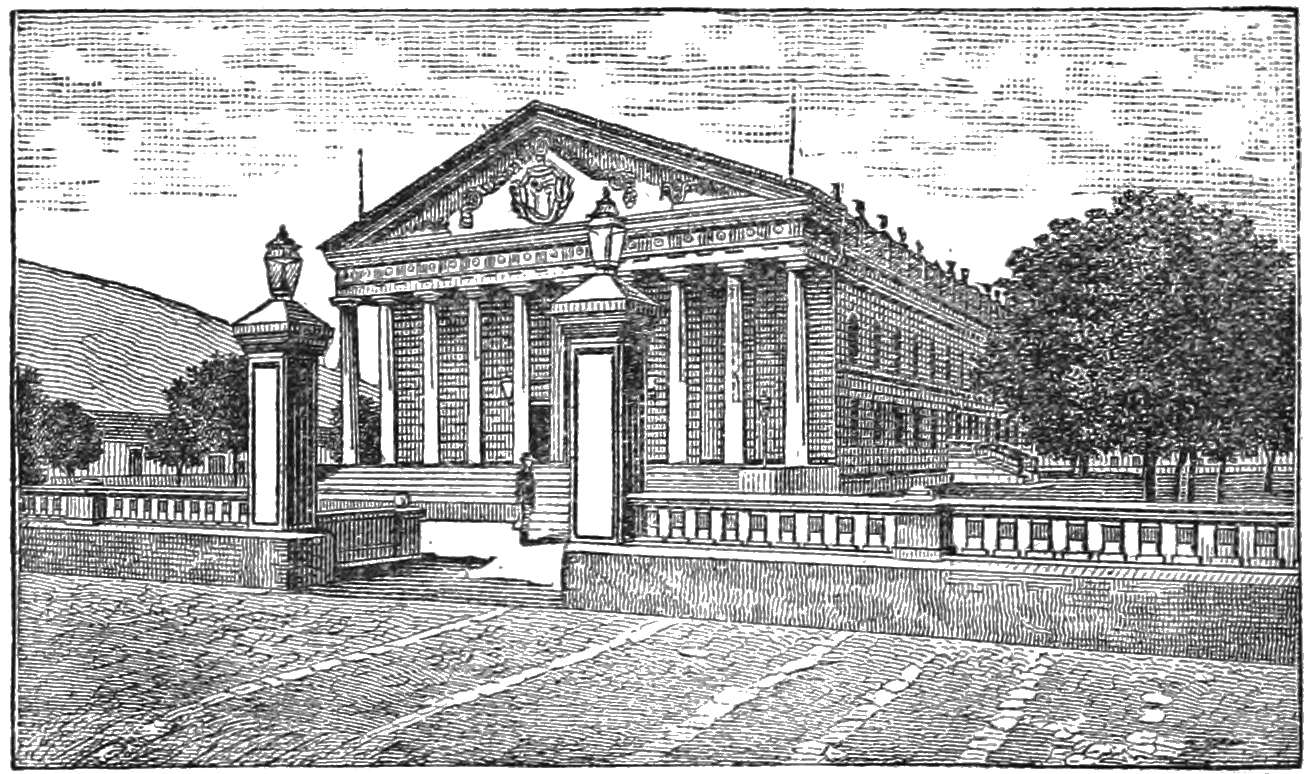
Teatro Colón en 1884.

Gran aficionado a la ópera y a instancias de su amante Josefa Silva -que era actriz y cantante profesional- el capitán general Rafael Carrera mandó a construir un majestuoso Teatro Nacional que fue nombrado en su honor como «Teatro Carrera», ubicado en la Plaza Vieja. Dicha Plaza Vieja era un sitio ubicado hacia el nororiente de la Ciudad de Guatemala y que en 1776 abrigara la piedra fundadora de la Nueva Guatemala de la Asunción luego de celebrado el primer cabildo y firmada el acta de asentamiento, el 2 de enero de aquel año. Se había elegido este lugar para que fuera la Plaza Mayor de la nueva ciudad, reservándose junto a ella espacios para la construcción del Palacio Arzobispal y la Catedral, así como para la edificación, en los alrededores, de los solares para las familias del Clan Aycinena, ya que don Fermín de Aycinena, primer patriarca del clan, había colaborado sobremanera con los gastos del traslado.
Debido a las alteraciones en el diseño del plano del trazo de la ciudad, realizadas por los Arquitectos Reales de la corona española, la plaza mayor se tuvo que trasladar hacia el poniente, aunque ya se habían terminado de construir en 1791 el Palacio Arzobispal que sirvió de residencia del arzobispo Fray Ramón Casaus y Torres y la iglesia de Santa Rosa, que funcionó provisoriamente como Catedral entre 1787 y 1815. Al trasladarse definitivamente a su nuevo solar la Plaza Mayor, el sitio original pasó a ser conocido como la Plaza Vieja, y siguió sirviendo como parque, estaba rodeada de una banca que hacía también las veces de baranda, y cinco grandes puertas de acceso -tres para peatones y dos para carruajes. Además, tenía dos fuentes para servicio público, y en ella se realizaban ejercicios militares y actividades religiosas.
Más adelante pasó a ser un sitio de comercio y el 6 de agosto de 1832, el entonces gobernador de Guatemala, Dr. Mariano Gálvez emitió un decreto ordenando se levantara un edificio que sirviera como teatro en medio de la Plaza Vieja. Pero la situación política del país con constantes guerras civiles entre liberales y conservadores y un alzamiento indígena dirigido por Rafael Carrera que terminaron por derrocar a Gálvez en 1838, no permitieron que se construyera el teatro.
El proyecto fue retomado en 1852 cuando Juan Matheu y Pavón Aycinena presentaron a Rafael Carrera un nuevo plan. Ya aprobado el proyecto, Carrera comisionó al propio Matheu y a Miguel Ruiz de Santisteban para construir el teatro. Cuando la obra se puso en marcha, estuvo a cargo del ingeniero Miguel Rivera Maestre, pero éste renunció poco después, siendo sustituido por José Beckers, profesional especializado en Alemania, quien construyó las fachadas de marcado helenismo y agregó un vestíbulo. La edificación de este teatro fue el primer proyecto monumental de la era republicana del país, aprovechando que finalmente éste vivía una época de paz y prosperidad.
En la Guía Appleton de México y Guatemala de 1884, el teatro fue descrito así: «En el centro de la plaza está el Teatro, igual en tamaño y elegancia a cualquiera de la América española.  Hileras de naranjales y otros árboles de flores brillantes y fragancias deliciosas rodean al edificio mientras que estatuas y fuentes colocadas a ciertos intervalos embellecen aún más el paseo.

### Declaración de Carrera como presidente vitalicio

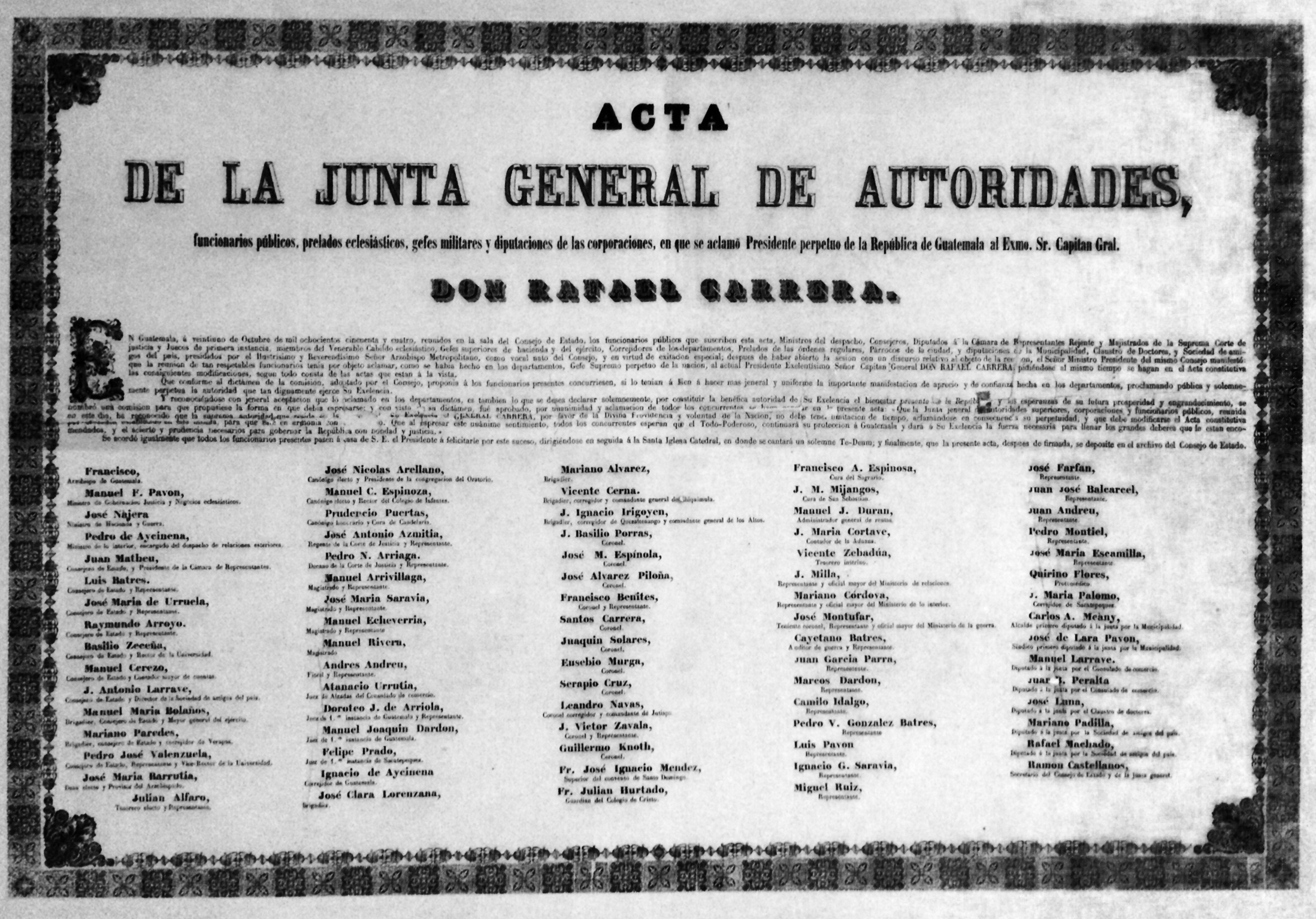
Acta en donde se declara presidente vitalicio a Rafael Carrera
La firma de Francisco Pavón es la segunda de la primera columna, de izquierda a derecha.
'Museo Nacional de Historia de Guatemala.

Tras La Batalla de la Arada, el 22 de octubre de 1851 renunció el presidente Mariano Paredes; la Asamblea Nacional nombró a Carrera para que lo sustituyera, y éste tomó posesión de la Presidencia el 6 de noviembre de 1851 tras haber solicitado a los representantes que modificasen la Constitución de la República a su conveniencia.
Por entonces, Pavón Aycinena padecía de problemas intestinales, los que se agravaban al principio de la primavera de cada año, quedando muy debilitado.  De hecho el 5 de mayo de 1853 se enfermó tan gravemente, que llegaron a suministrarle los últimos sacramentos, como se acostumbraba durante el gobierno conservador, pero logró reponerse y trabajar para que el general Carrera fuera nombrado presidente vitalicio de Guatemala.
El 25 de octubre de 1854, Rafael Carrera fue nombrado presidente vitalicio de Guatemala, con la posibilidad de elegir a su sucesor, gracias a la iniciativa de Pavón. El listado de firmantes del decreto estuvo compuesto en su mayoría por miembros del Clan Aycinena. Únicamente el claustro de la Pontificia Universidad de San Carlosl se opuso al nombramiento con argumentos de que la presidencia vitalicia era prácticamente una monarquía, pero no fue escuchado.

## Muerte
Durante el mes de febrero de 1855, Pavón se retiró a Escuintla a pasar una temporada, pero su salud se agravó;  el 17 de marzo regresó a la Ciudad de Guatemala y a pesar de los cuidados de su médico de cabecera, el Dr. Abella, su enfermedad progresó de tal modo que le fueron aplicados los últimos sacramentos el 15 de abril.  A partir de ese momento, su confesor —el padre Luis Amoros, S.J.— no se separó de su lado, ni tampoco su esposa y hermanos; arregló sus asuntos y dejó como albaceas de su herencia a sus primos Pedro de Aycinena —entonces Ministro de Gobernación— y Luis Batres Juarros —Consejero de Estado.
Pavón Aycinena fue el primero de los aliados de Carrera que falleció; murió a las cinco de la mañana del 19 de abril de 1855, en su casa de habitación y rodeado de familiares e importantes figuras eclesiásticas.  El general Carrera se encontraba en Chimaltenango, pero desde allí giró instrucciones para que se realizaran las exequias fúnebres de Pavón Aycinena el día 20 de abril.  La ceremonia fúnebre se realizó en la Catedral Metropolitana, y asistieron todos los representantes del clero y del gobierno, y posteriormente su cuerpo fue sepultado en la bóveda de la Iglesia de La Merced.
El 7 de mayo de 1855, al regresar de su viaje a Los Altos, Carrera ordenó que un retrato de Pavón Aycinena se colocara en el salón de reuniones del Consejo de Estado, y en consideración a sus servicios prestados, le concedió a su viuda una pensión vitalicia correspondiente a la mitad del salario que tenía asignado Pavón Aycinena, —la pensión más grande que se había visto en Guatemala hasta entonces.